# 야율시불
야율시불(耶律厮不)은 야율유가의 동생이다. 